# The Penguin (phim truyền hình)
The Penguin (tạm dịch: Ác nhân Chim cánh cụt) là chương trình truyền hình ngắn tập của Hoa Kỳ được tạo ra bởi Lauren LeFranc dành riêng cho nền tảng chiếu phim trực tuyến Max. Được dựa trên nhân vật Penguin của DC Comics, đây là phần phim ngoại truyện của Batman: Vạch trần sự thật (2022) với cốt truyện xoay quanh sự trỗi dậy của Penguin để nắm lấy quyền lực tại thế giới tội phạm ngầm của Thành phố Gotham. Bộ phim được sản xuất bởi 6th & Idaho, DC Studios và Dylan Clark Productions cùng sự hợp tác của Warner Bros. Television, với LeFranc đảm nhận vai trò nhà sản xuất phim truyền hình.
Colin Farrell sẽ tiếp tục trở lại vai diễn Peguin, sau sự góp mặt trong phần phim Batman: Vạch trần sự thật, bên cạnh sự tham gia của Cristin Milioti. Quá trình sản xuất được bắt đầu vào tháng 9 năm 2021 với kịch bản do LeFranc chấp bút và sự trở lại của Farrell. HBO Max đã đặt hàng bộ phim từ sớm sau màn công chiếu của Batman: Vạch trần sự thật vào tháng 3 năm 2022 và Craig Zobel sẽ đảm nhận vị trí đạo diễn cho ba tập phim đầu tiên của bộ phim và bên cạnh đó Helen Shaver cũng sẽ đảm nhận vai trò đạo diễn. Quá trình quay phim chính thức bắt đầu vào tháng 3 năm 2023 tại tiểu bang New York nhưng đã bị trì hoãn vào tháng 6 do sự ảnh hưởng của Cuộc đình công của SAG-AFTRA 2023. Tuy nhiên sau đó, bộ phim đã được tiếp tục tiến hành vào cuối tháng 11 và chính thức đóng máy vào tháng 2, 2024.
The Penguin sẽ công chiếu vào cuối năm 2024 trên nền tảng Max và bao gồm 8 tập phim.

## Tiền đề
Lấy bối cảnh một tuần sau các sự kiện của Batman: Vạch trần sự thật (2022), bộ phim truyền hình theo chân sự trỗi dậy của Oswald "Oz" Cobblepot / Penguin để nắm lấy quyền lực tại giới xã hội đen của Thành phố Gotham.

## Diễn viên

### Nhân vật chính
- Colin Farrell thủ vai Oswald "Oz" Cobblepot / Penguin:
Một tên trùm xã hội đen bị biến dạng và đồng thời từng là cánh tay phải đắc lực của ông trùm tội phạm quá cố Carmine Falcone, người đang trên đà trở thành một tên trùm tội phạm theo đúng nghĩa của hắn.[2][3] Farrell đã chia sẻ rằng bộ phim sẽ giúp ta khám phá ra được mặt "vụng về, sức mạnh cũng như là tính cách phản diện" của nhân vật này cũng như là "người đàn ông đau khổ bên trong" của hắn.[4]
- Cristin Milioti thủ vai Sofia Falcone: Con gái của Carmine, người sẽ đối đầu với Penguin trong việc nắm giữ quyền hành tại giới xã hội đen của Thành phố Gotham sau cái chết của cha cô[5]

### Nhân vật phụ
- Clancy Brown thủ vai Salvatore Maroni: Một tên trùm côn đồ và giang hồ tại Thành phố Gotham, kẻ mà hoạt động buôn bán chất cấm mang tính lịch sử của hắn đã bị kết thúc do Carmine chỉ điểm.[6]
- Michael Zegen thủ vai Alberto Falcone: Con của Carmine và là anh trai của Sofia[7]
- Michael Kelly thủ vai Johnny Vitti: Tên trùm nhỏ của Gia đình Tội phạm Falcone[8]

Ngoài ra phim còn có sự tham gia của Rhenzy Feliz, Shohreh Aghdashloo, Deirdre O'Connell, James Madio, Scott Cohen, Theo Rossi, Carmen Ejogo, François Chau, David H. Holmes, Craig Walker, và Jared Abrahamson trong các vai diễn bí mật chưa được tiết lộ.

## Tập phim
| TT. | Tiêu đề | Đạo diễn    | Biên kịch      | Ngày phát sóng gốc |
| --- | ------- | ----------- | -------------- | ------------------ |
| 1   | TBA     | Craig Zobel | Lauren LeFranc | Cuối năm 2024      |
| 2   | TBA     | Craig Zobel | Lauren LeFranc | 2024               |
| 3   | TBA     | Craig Zobel | Lauren LeFranc | 2024               |

Bộ phim sẽ gồm 8 tập phim, với kịch bản sẽ do Lauren LeFranc chấp bút. Helen Shaver cũng tham gia với vai trò đạo diễn phim.